# Пођето (Болоња)
Пођето (итал. Poggetto) је насеље у Италији у округу Болоња, региону Емилија-Ромања.
Према процени из 2011. у насељу је живело 171 становника. Насеље се налази на надморској висини од 12 м.